# Volker Lindenstruth
Volker Lindenstruth (* 1962) ist ein deutscher Physiker, Informatiker, Computerspezialist und Hochschullehrer.

## Ausbildung
Mit 16 Jahren baute sich Lindenstruth aus einem Bausatz selbst einen Computer, weil ihm seine Eltern keinen Computer kaufen wollten. Er studierte Physik an der Ruprecht-Karls-Universität Heidelberg. Er schloss sein Studium 1989 mit dem Diplom ab. Während des Studiums baute er für Industrieunternehmen Computer, um sich Geld zu verdienen und sein Studium zu finanzieren. Nach dem Studium ging er an die Johann Wolfgang Goethe-Universität Frankfurt am Main, wo er 1993 mit einer Arbeit zum Thema Dynamik der Multifragmentation promovierte. Seine Doktorarbeit fertigte er am GSI Helmholtzzentrum für Schwerionenforschung in Darmstadt an. Er setzte seine Studien von 1993 bis 1995 als Postdoc für Informatik am Lawrence Berkeley National Laboratory fort, wo er eine Feodor-Lynen-Fellowship hatte.

## Beruf
Von 1995 bis 1997 war Lindenstruth wissenschaftlicher Mitarbeiter des Space Sciences Laboratory der University of California, Berkeley. 1997 gründete er die Firma iCore Technologies. 1998 kehrte Lindenstruth an die Universität Heidelberg zurück, wo er bis 2007 den Lehrstuhl für Technische Informatik innehatte und Direktor des Kirchhoff Instituts war. 2009 wurde er als Professor an das Frankfurt Institute for Advanced Studies (FIAS), an den Fachbereich Informatik Mathematik der Universität Frankfurt berufen, wo er den Lehrstuhl für Architektur von Hochleistungsrechnern innehat.

## Ämter
Seit 2000 leitet Lindenstruth das ALICE-HLT-Projekt am Large Hadron Collider des CERN. Von 2006 bis 2007 war er CERN-Associate. Lindenstruth ist seit 2007 Fellow, später: Senior Fellow, des FIAS. Seit 2010 sitzt er dort im Vorstand. Von 2012 bis 2018 war er Vorstandsvorsitzender. Von 2010 bis 2017 war er wissenschaftlicher Leiter der IT des GSI Helmholtzzentrums.

## Forschungsinteressen
Lindenstruth arbeitet an der Entwicklung von leistungsfähigen Computersystemen, die gleichzeitig umweltfreundlich und ressourcensparend sind. Diese besonders leistungsfähigen Computer nutzt er zur Analyse der großen Datenmengen, die bei den verschiedenen Beschleuniger-Experimenten, wie zum Beispiel beim Facility for Antiproton and Ion Research (FAIR) in Darmstadt anfallen. Lindenstruth ist an mehr als 600 vielzitierten Publikationen beteiligt. Sein h-Index liegt über 100.

## Preise und Anerkennung
2011 gewann Lindenstruth den Green-IT Best Practise Award des Bundesministerium für Wirtschaft und Klimaschutz und 2012 den Deutschen Rechenzentrumspreis. 2014 lagen die von ihm gebauten Computer und Rechnersysteme auf Platz 1 der Weltrangliste der effizientesten Computer.

## Veröffentlichungen (Auswahl)
- BioEM: GPU-accelerated computing of Bayesian inference of electron microscopy images, zusammen mit Pilar Cossio, David Rohr, Fabio Baruffa, Markus Rampp, Gerhard Hummer, Computer Physics Communications 210, 163-171 online
- Lattice QCD based on OpenCL, zusammen mit Matthias Bach, Owe Philipsen, Christopher Pinke, 2013, Computer Physics Communications 184 (9), 2042-2052 online
- Vc: A C++ library for explicit vectorization, zusammen mit Matthias Kretz, 2012, Software: Practice and Experience 42 (11), 1409-1430
- A first-level event selector for the CBM experiment at FAIR, zusammen mit J De Cuveland, für die CBM Collaboration, 2011, Journal of physics: Conference series 331 (2), 022006 online
- Optimized HPL for AMD GPU and multi-core CPU usage, zusammen mit Matthias Bach, Matthias Kretz, David Rohr, 2011, Computer Science-Research and Development 26, 153-164
- Method and apparatus for electronically stabilizing digital images, zusammen mit Florent Maurice René Staley, Ivan Kisel, 2009, US Patent 7,557,832 online
- Lossless data compression for ALICE HLT, zusammen mit J Wagner, M Richter, P Steinbeck, J Thader, 2008, Technical Report ALICE-INT-2008-020, ver. 1, CERN
- Method and apparatus for enabling high-reliability storage of distributed data on a plurality of independent storage devices, zusammen mit Arne Wiebalck, 2008, US Patent 7,386,757 online
- Fast SIMDized Kalman filter based track fit, zusammen mit Sergey Gorbunov, Udo Kebschull, Ivan Kisel, Walter FJ Müller, 2008, Computer Physics Communications 178 (5), 374-383 online
- An extreme processor for an extreme experiment, 2006, IEEE Micro 26 (2), 48-57
- Overview of trigger systems, zusammen mit Ivan Kisel, 2004, Nuclear Instruments and Methods in Physics Research Section A: Accelerators, Spectrometers, Detectors and Associated Equipment, Band 535, Ausgabe 1–2, S. 48–56
- Method and apparatus for enabling high-performance intelligent I/O subsystems using multi-port memories, 2000, US-Patentamt, Patentnr.: 6067595 online
- Statistical fragmentation of Au projectiles at E/A= 600 MeV, mit anderen, 1992, Physical Review C 46 (5), R1577